# Somerset (Kentucky)
La ville de Somerset est le siège du comté de Pulaski, dans l'État du Kentucky, aux États-Unis. Elle comptait 11 196 habitants lors du recensement de 2010.

## Histoire
Somerset est colonisée en 1798 par Thomas Hansford et a reçu son nom du comté de Somerset, du New Jersey, où certains des colons vivaient autrefois.
Somerset est devenu le siège du comté de Pulaski County en 1802 et a été incorporé comme une ville en 1887.
Une bataille durant la guerre civile a été menée à Mill Springs à 13 km à l'ouest de Somerset. Un musée existe sur le site de la bataille. Une autre bataille, a été menée dans les environs de la colline de Dutton.
Au bord du lac de Cumberland, il y a le plus grand centre de loisir du Kentucky, attirant plus de 1,7 million de visiteurs par an. Lac Cumberland est l'un des plus grands lacs artificiels du monde (101 miles de longueur, avec une profondeur moyenne de 85 pieds (26 m) et une piscine normale contenant plus de 2 milliards de litres d'eau). Somerset se situe proche de Cumberland Falls et la rivière national de Big South Fork.

## Personnes liées à la commune
tous nés à Somerset
- Josh Anderson - Baseball
- John Sherman Cooper - Sénateur
- Daniel Dutton - Artiste contemporain, né en 1959
- Jack I. Gregory - Général
- Edwin P. Morrow - Gouverneur
- Tommy Lee Wallace - Producteur de film

## Source
- (en) Cet article est partiellement ou en totalité issu de l’article de Wikipédia en anglais intitulé « Somerset, Kentucky » (voir la liste des auteurs).